# Feichten an der Alz
Feichten an der Alz, Feichten a.d.Alz (do 1963 Feichten) – miejscowość i gmina w Niemczech, w kraju związkowym Bawaria, w rejencji Górna Bawaria, w regionie Südostoberbayern, w powiecie Altötting, wchodzi w skład wspólnoty administracyjnej Kirchweidach. Leży około 18 km na południe od Altötting, nad rzeką Alz.
W miejscowości znajduje się zabytkowy kościół pw. Wniebowstąpienia NMP (Maria Himmelfahrt).

## Polityka
Wójtem gminy jest Johann Aicher, rada gminy składa się z 12 osób.
|      | CSU/FW | UWV | Razem |
| 2008 | 10     | 2   | 12    |
| 2002 | 9      | 3   | 12    |